# Guido Alvarenga
Guido Virgilio Alvarenga Torales (* 24. August 1970 in Asunción) ist ein ehemaliger paraguayischer Fußballspieler.

## Karriere

### Verein
Alvarenga begann seine Karriere bei Sport Colombia, wo er von 1989 bis 1991 spielte. Danach spielte er bei Deportivo Mandiyú, CA Banfield, Universitario de Deportes, Cerro Porteño, Kawasaki Frontale, Club León, Club Libertad und Club Olimpia. 2006 beendete er seine Spielerkarriere.

### Nationalmannschaft
Im Jahr 1995 debütierte Alvarenga für die paraguayische Fußballnationalmannschaft. Er wurde in den Kader der Copa América 1991, 1999, 2001, Olympische Sommerspiele 1992 und Weltmeisterschaft 2002 berufen. Er hat insgesamt 24 Länderspiele für Paraguay bestritten.